# 1819 en mathématiques
| Années des mathématiques : 1816 - 1817 - 1818 - 1819 - 1820 - 1821 - 1822    |
| Décennies des mathématiques : 1780 - 1790 - 1800 - 1810 - 1820 - 1830 - 1840 |

Cet article présente les faits marquants de l'année 1819 en mathématiques.

## Évènements
- 1er juillet : le mathématicien et physicien allemand Johann Georg Tralles découvre à Berlin la grande comète de 1819[1].

## Naissances
- 1er janvier : Maximilien Marie (mort en 1891), mathématicien français.
- 14 janvier : James Cockle (mort en 1895), avocat et mathématicien anglais.
- 5 juin : John Couch Adams (mort en 1892), mathématicien et astronome britannique.
- 13 août: George Stokes (mort en 1903), mathématicien et physicien britannique, à l’origine de la loi de la viscosité.
- 30 août : Joseph-Alfred Serret (mort en 1885), mathématicien et astronome français.
- 7 septembre : Jean-Claude Bouquet (mort en 1885), mathématicien français.
- 25 septembre : George Salmon (mort en 1904), mathématicien et théologien irlandais.
- 9 novembre : Annibale De Gasparis (mort en 1892), astronome et mathématicien italien.
- 22 décembre : Pierre-Ossian Bonnet (mort en 1892), mathématicien français.